# سیارک ۸۳۵۹۸
سیارک ۸۳۵۹۸ (به انگلیسی: 83598 Aiweiwei، نامگذاری:2001SP265)۸۳۵۹۸مین سیارک کشف شده‌است که در ۲۵ سپتامبر ۲۰۰۱ کشف شد.